# Manoel Arruda da Cámara
Manoel Arruda da Cámara   (Pombal, 1752 - Goiana, 2 d'octubre de 1810) va ser un religiós, metge i botànic brasiler.

## Biografia
Fill de Francisco Arruda Câmara i de Maria Saraiva da Silva, provenia d'una família de jueus conversos.
El 23 de novembre de 1783 professà la regla dels Carmelites al convent de Goiana, a Pernambuco. Posteriorment ell i el seu germà Francisco viatjaren a Europa per estudiar Filosofia natural a la Universitat de Coimbra i més tard es doctorà en medicina a la Universitat de Montpeller, a França.
Tornà a Pernambuco el 1793 i s'establí a Goiana, la Corona Portuguesa l'encarregà de fer investigacions en la natura del Nord-est del Brasil:
- entre març de 1794 i setembre de 1795, va fer una expedició mineralògica entre Pernambuco i Piauí;
- entre desembre de 1797 i juliol de 1799, viatjà a Paraíba i el Ceará;
- va fer viatges al riu São Francisco.

Escriví Centúrias dos novos gêneros e espécies das plantas pernambucanas.
Era maçó i fundà el Areópago de Itambé, una societat filosòfica de caràcter liberal, les idees de la qual influïren en la Conspiració dels Suassunas (1801).
A João Pessoa, capital paraibana, hi ha un parc zoobotànic amb el seu nom anomenat Parque Arruda Câmara, popularment conegut com a "Bica".

## Obres
- Aviso aos lavradores sobre a suposta fermentação de qualquer qualidade de grãos ou pevides para aumento da colheita, Lisboa, 1792;
- A memória sobre a cultura do algodoeiro, 1797;
- Dissertação sobre as plantas do Brasil, 1817;
- Discurso sobre avitalidade da instituição de jardins nas principais províncias do país, 1810;
- Memórias sobre o algodão de Pernambuco, Lisboa, 1810;
- Memórias sobre as plantas de que se podem fazer baunilha no Brasil, (a les memòries de l'Academia Real das Ciências de Lisboa, v.40, 1814);
- Tratado de Agricultura;
- Tratado da lógica.